# Азия и Африка сегодня
«Азия и Африка сегодня» (укр. Азія й Африка сьогодні) — російський науковий журнал, присвячений проблемам країн Азії й Африки, що виходить у Москві.

## Історія
Журнал був створений 1957 року — в період, коли руйнувалася світова колоніальна система, коли десятки країн в Азії й Африці здобували політичну незалежність, і в радянському суспільстві зростала потреба знати більше про молоді держави та шукати шляхів розвитку співробітництва з ними. З перших чисел журнал був трибуною радянських і закордонних вчених, що вони отримали можливість обмінюватися результатами своїх досліджень з колегами.

## Зміст
Журнал друкує найрізноманітніші матеріали авторства російських і зарубіжних дослідників про політичні, економічні та соціальні процеси, що відбуваються в державах Азії й Африки, про їхню культуру та мистецтво, літературу азійських і африканських письменників.
У гурті авторів журналу — провідні вчені-сходознавці і африканісти Росії та зарубіжні політичні та громадські діячі, письменники, працівники культури, журналісти-міжнародники. На його сторінках розповідається про найважливіші події наукового життя — міжнародних конференціях вчених-сходознавців, симпозіумах, наукових експедиціях. Крім того, як ілюстроване видання, журнал відображав на своїх сторінках найширший спектр проблем, включаючи найважливіші події культурного життя, літератури і мистецтва, журнал з самого початку був розрахований на широку авдиторію — на всіх, хто цікавився подіями в азійських та африканських державах.
За свою історію журнал переживав періоди зростання суспільного інтересу до сходознавства і африканістиці і часи падіння такого інтересу. Сьогодні «Азія й Африка сьогодні» вважається виданням, що найповніше висвітлює і аналізує проблеми ісламського екстремізму, міжнародного тероризму, зростання протиріч між ґлобальною «Північчю» і «Півднем».
Серед постійних рубрик — «Актуальна проблема», «Політика. Економіка», «Погляд зарубіжного експерта», «Росія — Схід», «Точка зору», «Наукове життя» та інші.